# Liste der denkmalgeschützten Objekte in Lidice
Grundlage dieser Liste der denkmalgeschützten Objekte in Lidice ist die ÚSKP-Liste (Ústřední seznam kulturních památek České republiky, deutsch Zentrale Liste der Kulturdenkmäler der Tschechischen Republik), die von der tschechischen Denkmalschutzbehörde NPÚ (Národní památkový ústav, deutsch Nationale Denkmalbehörde) seit 1987 geführt wird und an die seit dem Jahr 1850 geschaffenen Listen anschließt.

## Denkmalgeschützte Objekte nach Ortsteilen
| Lage              | Objekt         | Beschreibung | ÚSKP-Nr.                 | Bild           |
| ----------------- | -------------- | --- | ------------------------ | -------------- |
| Lidice (Standort) | Lidice Denkmal | Das Denkmal wurde in den Jahren 1946–48 nach einem Projekt eines Architektenteams unter der Leitung von František Mark errichtet. Das Gedenkgebiet wird leer gelassen, wobei die Fundamente der ausgebrannten Häuser, der Kirche und des Kreuzes aus verkohlten Balken mit einer Stacheldraht-Dornenkrone erhalten bleiben. | 13792/2-546 Info Katalog | weitere Bilder |